# Mariane van Hogendorp
Mariane Catherine van Hogendorp, född 1834, död 1909, var en nederländsk socialreformator. 
Hon grundande och var 1883-1895 ordförande för Nederlandsche Vrouwenbond ter Verhooging van het Zedelijk Bewustzijn (NPV), en inflytelserik kvinnoorganisation för bekämpande av prostitution, tillsammans med sin syster Anna van Hogendorp.  
Hon var också medlem av den holländska organisationen för kvinnlig rösträtt Vereeniging voor Vrouwenkiesrecht 1894-1909 och Nederländernas avdelning av International Council of Women 1900-1909.